# Cynthia Appleby & Friends
Cynthia Appleby and friends was een muzikaal project dat in 1995 werd opgezet door Rudy Trouvé en Craig Ward. Naast gitaar werd alle muziek gemaakt op een eenvoudige ritmebox en goedkope klavieren.
Meestal werd maximaal een halve dag besteed aan het opnemen van een nummer. De band zou twee volwaardige albums hebben opgenomen. Er werd echter slechts één nummer officieel uitgegeven, als promo bij de opening van een Antwerpse bar.
In 2015 werd alsnog een tweede nummer ('country weekends') uitgebracht op het verzamelalbum 'God Owes Us a Swimming Pool' van platenlabel Heavenhotel.

## Discografie
- xeroxed music (1996 - Heavenhotel)
- Country weekends (op de compilatie God Owes Us a Swimming Pool)